# 必殺渡し人
『必殺渡し人』（ひっさつわたしにん）は1983年7月8日から10月14日まで、テレビ朝日系で毎週金曜日22:00 - 22:54に放送された、朝日放送と松竹（京都映画撮影所、現・松竹撮影所）共同製作のテレビ時代劇。全13話。主演は中村雅俊。
必殺シリーズの第20作である。

## 概要
『新 必殺からくり人』以降の非主水シリーズでは旅物が続いていたが、本作は久し振りに江戸が舞台となっている。主人公たちが住む長屋を中心に日常生活描写を重視した作風となっており、惣太・お直夫婦と大吉・お沢夫婦という二組の夫婦愛など、長屋での人間関係が、一つのテーマとなっている。登場する悪人達の行動原理は金銭や利権目当てよりも快楽目的の悪事が目立ち、「手篭め」「夫婦交換（スワッピング）」「SM趣味」といった、色事に纏わる事件が頻繁に描かれた。そのため、性描写は他シリーズと比較して多い。
必殺シリーズ初出演となる中村雅俊、高峰三枝子、藤山直美の他、『必殺仕置屋稼業』『必殺仕業人』で捨三を演じた渡辺篤史と、『新・必殺仕舞人』に続き非主水シリーズの常連となった西崎みどりを起用している。

## 音楽
音楽は平尾昌晃の名義になっているが、平尾が新たに作曲したのは主題歌のみである。劇中BGMは旧作からの流用が中心で、新BGMは主題歌のアレンジも含めてすべて中村啓二郎が手掛けている。
出陣や殺しの場面では、それぞれどちらも本作の主題歌「瞬間の愛」のアレンジ曲が第5話まで使用されたが、第6話以降、出陣の際は『新・必殺仕事人』のBGM（「仕事人出陣」）、殺しの際は『必殺仕掛人』のBGM（「必殺!」）にそれぞれ変更されている。
鳴瀧忍の殺しのシーンは、主題歌「瞬間の愛」をスローテンポにアレンジした楽曲が使用された。

## あらすじ
江戸のある下町の長屋。ある夜、鏡研ぎ職人の惣太は、長屋の大家で診療所も開業している蘭方医の鳴瀧忍が、彼女を「カマイタチの忍」と呼ぶ男に襲われる現場を目撃する。しかし、忍は一瞬の早業で男を返り討ちにしてしまう。
翌日、一人の若い女性が忍の診療所を訪れ、堕胎手術を願い出る。この若い女性 - お沢は大目付の水野の屋敷に勤める女中であったが、水野の息子に慰み者にされ、妊娠した。忍は堕胎手術を拒否するが、見るに見かねた長屋の住人 大吉はお沢を嫁に迎え、お腹の子も自分の子供として育てると申し出る。大吉の申し出をお沢は快諾し、大吉の母･お鹿も大喜びする。
一方、このことを知った水野とその妻は、息子の醜聞を隠すために奉行所に手を回し、お沢を捕縛させた。お沢は拷問の末に流産し、記憶喪失に陥る。巻き添えで連行された大吉の母も重傷を負い、それが元で死亡。怒りに燃える大吉は敵討ちをしようとするが、このままでは無駄死にだと、隣人の惣太に止められる。
惣太は先日の件を思い出し、大吉の復讐のことを忍に相談する。忍は自分がかつて名の知られた渡し人「カマイタチの忍」であることを認めるが、逆に惣太も「鏡」と呼ばれた凄腕の渡し人だったことを見抜く。2人の会話を盗み聞きしていた大吉は、自分も渡し人となることを決意し、仲間に入れてくれるように懇願する。
忍は大吉の母より預かっていた、お沢の薬代を頼み料として、花火見物中の水野たちを襲い、大吉の復讐を果たした。ここに弱者の晴らせぬ恨みを晴らす「渡し人」グループが結成された。

## 登場人物

### 渡し人
惣太
演 - 中村雅俊
表稼業は鏡研ぎで、かつては「鏡」の異名を持つ凄腕の渡し人であった。日頃は女房思いの、ややお調子者ながらも気の優しい男。家では股引を穿いているが、鏡研ぎの仕事は大半の客が女性のため、客寄せサービスで外回りの時のみ下半身は腰布を巻くだけにし、あぐらをかいた際に下着の赤褌が露出する格好をしている。
お直と夫婦になり、彼女を深く愛するがゆえに、裏稼業から身を退いていた。人殺しである自分が人の親になることへの葛藤から、子供を作れずにいる。
最終回、江戸を離れる必要に迫られ、苦悩の末にお直を置いていくことを決意する。
大吉
演 - 渡辺篤史
表稼業は人足で、人一倍の怪力を生かして様々な力仕事を請け負っている。朴訥で心優しい性格で、傷物にされたお沢を放っておけずに自分の女房として迎え入れる。
第1話で、お沢を巡る因縁で母のお鹿を殺されたことで復讐を決意し、惣太や忍に仲間入りを志願して、渡し人となる。
お沢
演 - 西崎みどり
大吉の妻。さる大目付の女中であったが、その息子に慰み者にされる。忍の診療所に中絶を依頼しにやってきたことをきっかけに、大吉と知り合い、夫婦となる。
流産を狙う大目付の部下に襲われ、一時は記憶を失うが、第3話で記憶を取り戻した後は大元締の推薦で渡し人の密偵となり、忍の診療所で助手として働く様になる。
鳴瀧忍
演 - 高峰三枝子
表稼業は蘭方医で、長屋で診療所を開業している。優しい初老の女性だが、かつては「カマイタチの忍」と呼ばれ、恐れられた凄腕の渡し人である。オランダ人医師の父と日本人女性との間に生まれた。
武器の指輪は母の形見であり、裏稼業に踏み入ったきっかけは母を拷問して殺した岡っ引きに復讐したことだった。その際、結婚寸前であった若き医師とも別れたが、最終回で、標的として再会する。

### 長屋の住人等
お直
演 - 藤山直美
惣太の妻。上方の出身で、元気のいい女性。江戸での暮らしに悪戦苦闘しながらも、惣太とは仲睦まじく、良妻であろうと奮闘する。普段はお沢とともに忍の診療所で、助手として働く。
最終回で、将軍家に追われる身となった惣太たちは彼女を巻き込むまいと黙って旅立ち、翌朝、目覚めたお直は夫も友人も一夜にして姿を消したという悪夢に打ちひしがれる。
殺し屋チームが解散し、メンバーが江戸を後にするという必殺シリーズには多く見られる幕引きだが、今作では取り残される側の悲劇が描写された。
銀平
演 - 高杉俊价
食品から雑貨まで、様々な物を売りに来る行商人。オネエ言葉でしゃべり、そのキャラクターは金次に受け継がれる。
金次
演 - 大塚吾郎
第8話から登場。長屋に住み、主に住人たちに野菜などを売っている行商人。褌に一枚だけ衣を羽織るという、ほぼ裸に近い格好をしている。
日頃は威勢のいい口調だが、惣太を見かけるとオカマの本性を現わし、彼を追い駆け回す。『必殺必中仕事屋稼業』の登場人物　源五郎に酷似したキャラクターである。
長屋の上さん
演 - 朝比奈潔子、河野清子、落合智子、中島洋子、湊裕美子

### ゲスト
第1話 「涼みの夜に渡します」
- 松江 - 松村康世
- お鹿 - 三崎千恵子
- 水野隼人正 - 外山高士
- 籏野伝十郎 - 五味龍太郎

第2話 「秘密の宴で渡します」
- 大口屋宗兵衛 - 田口計
- お縫 - 清水めぐみ
- 新之助 - 堀内正美
- お富 - 絵沢萌子

第3話 「大元締の前で渡します」
- 白不動の元締 - 御木本伸介
- 影の男 - 内田勝正
- 相模屋伝兵衛 - 永野辰弥
- 留守番の老人 - 柳川清
- 人足頭 - 山本弘
- 矢助 - 筑波健
- 坂井仙十郎 - 森源太郎
- お松 - 久野陽子
- 上さん - 朝比奈潔子
- 上さん - 河野清子
- 商家の女房 - 森かもめ
- 商家の女房 - 上村弘子
- 商家の女房 - 小林祐子
- 隣りの男 - 松尾勝人

第4話 「花火の夜に渡します」
- 与吉 - 有川博
- おえい - 森田理恵
- 清七 - 内田喜郎
- 市兵衛 - 阿木五郎

第5話 「矢切の渡しで渡します」
- 小春 - 岩田法子
- 弥七 - 山本紀彦
- 蝮の三五郎 - 上野山功一
- 大和屋利兵衛 - 江並隆

第6話 「精霊流しに渡します」
- お甲 - 山本ゆか里
- 音松 - 今村良樹
- 弥八 - 徳田興人
- 山形屋政五郎 - 山本昌平

第7話 「お化け屋敷で渡します」
- 伊助 - 加納竜
- 源左衛門 - 田中浩
- お藤の方 - 江崎和代
- 六 - 阿波地大輔
- お菊 - 白礼花

第8話 「祭り囃子で渡します」
- 喜平次 - 浜田晃
- おしの - 林優枝
- お秋 - 御道由紀子

第9話 「無縁墓地で渡します」
- 赤松玄蕃 - 石橋雅史
- お紋 - 桜井浩子
- 師範代 門脇 - 大下哲矢

第10話 「湯女風呂で渡します」
- 仙蔵 - 森下哲夫
- 喜平太 - 北見唯一
- 武藤洋之助 - 福本清三
- 和助 - 南条好輝

第11話 「浮世絵の舞台で渡します」
- おゆう - 加山れいこ
- 大野 - 千波丈太郎
- 芳三郎 - 重田尚彦
- はつ - 深谷みさお
- 田代 - 五十嵐義弘

第12話 「二人がかりで渡します」
- お京 - 水原麻記
- 文蔵 - 原口剛
- 松井忠直 - 高野真二
- 佐々木十三 - 笹木俊志
- 大野屋五兵衛 - 浜崎満
- 大野屋番頭 - 柳川清
- おその - 久仁亮子
- 土方 - 笹吾朗
- 商人 - 松尾勝人
- お米 - 衣笠由里子
- お春 - 長谷川直子
- 瓦版屋 - 大矢経典
- 土方 - 真田実

第13話 「秋雨の中で渡します」
- 夢野玄定 - 滝田裕介
- 辰蔵 - 牧冬吉
- みよ - 浅見美那
- 助三 - 安部潮
- 三太 - 津山栄一

## 殺し技
惣太
手鏡の柄に仕込んだ太い針で悪人の首筋（延髄）を刺す。その際は背後から相手を拘束し、手鏡を向けて、迫る死に恐怖する顔と絶命の瞬間を相手自身に見せながら、「どうだね? 映り具合は。あんたの死に顔のさ」と呟く。
針の持ち方と刺し方は『必殺仕掛人』の藤枝梅安と同じ形である。
大吉
怪力の持ち主で三本指を作りながら悪人の腹部を一撃して、素手で大腸を掴み、握力で握り潰したり挟み捻る。左右の手を使い、二人同時に遂行することが可能で、レントゲン映像の演出が差し込まれる。
中盤以降は指で腸を鳴らす際に「痛い痛い!」「イテテテ…」などと相手の声が挿入される。出陣前は指先を鍛える為に砂を詰めた木樽に三本指を連続で突き入れ、飛び散った砂の勢いで樽が破裂するようになるまで行う。
鳴瀧忍
右小指に嵌めている鋭利な水晶の刃の付いた仕掛け指輪で、悪人の首筋（頚動脈）を瞬時に切り裂く。指輪を振りかざした瞬間、水晶が煌き、ストップ モーションが掛かる演出が成された。
最終回では左小指に嵌め代えて使用した。
殺しの前（出陣のテーマが流される際）に沐浴を必ず行い、身を清める。これは当時、高峰が出演して話題を集めていたテレビCM『フルムーン』のパロディである。

## スタッフ
- 制作 - 山内久司（朝日放送）
- プロデューサー - 辰野悦央（朝日放送）、櫻井洋三（松竹）
- 脚本 - 吉田剛、篠崎好、中原朗、鶉野昭彦、三田純市、津島勝、萩田寛子
- 音楽 - 平尾昌晃
- 監督 - 田中徳三、原田雄一、松野宏軌、八木美津雄、津島勝、山根成之
- ナレーション
  - 語り - 佐藤慶
  - 作 - 山内久司
- 協力 - エクラン演技集団、新演技座
- 製作協力 - 京都映画撮影所（現・松竹撮影所）
- 制作 - 朝日放送、松竹

## 主題歌
- 中村雅俊「瞬間（ひととき）の愛」（日本コロムビア）
作詞：三浦徳子、作曲：平尾昌晃、編曲：川村栄二
エンディングの背景は仕置人や仕業人初期に酷似した、太陽の場面が使用されている。

## 放送日程
- 強調部は、サブタイトルのフォーマット。

| 話数   | 放送日         | サブタイトル           | 脚本     | 監督       |
| ------ | -------------- | ---------------------- | -------- | ---------- |
| 第1話  | 1983年07月08日 | 涼みの夜に渡します     | 吉田剛   | 田中徳三   |
| 第2話  | 1983年07月15日 | 秘密の宴で渡します     | 吉田剛   | 田中徳三   |
| 第3話  | 1983年07月22日 | 大元締の前で渡します   | 篠崎好   | 原田雄一   |
| 第4話  | 1983年07月29日 | 花火の夜に渡します     | 中原朗   | 原田雄一   |
| 第5話  | 1983年08月05日 | 矢切の渡しで渡します   | 篠崎好   | 松野宏軌   |
| 第6話  | 1983年08月19日 | 精霊流しに渡します     | 吉田剛   | 田中徳三   |
| 第7話  | 1983年08月26日 | お化け屋敷で渡します   | 鶉野昭彦 | 松野宏軌   |
| 第8話  | 1983年09月02日 | 祭り囃子で渡します     | 篠崎好   | 八木美津雄 |
| 第9話  | 1983年09月09日 | 無縁墓地で渡します     | 三田純市 | 松野宏軌   |
| 第10話 | 1983年09月16日 | 湯女風呂で渡します     | 津島勝   | 津島勝     |
| 第11話 | 1983年09月23日 | 浮世絵の舞台で渡します | 中原朗   | 松野宏軌   |
| 第12話 | 1983年10月07日 | 二人がかりで渡します   | 萩田寛子 | 松野宏軌   |
| 第13話 | 1983年10月14日 | 秋雨の中で渡します     | 中原朗   | 山根成之   |

テレビ朝日系列フルネット局では、8月12日は22:00 - 22:30に『熱闘甲子園・高校野球ハイライト』（朝日放送・テレビ朝日制作）、22:30 - 22:40に『ANNニュースファイナル』、22:40 - 翌日未明2:00に『第1回世界陸上競技選手権大会』（テレビ朝日制作）を放送していたため放送休止となり、19日の第6話は『熱闘甲子園・高校野球ハイライト』を放送したため30分繰り下げとなった。

## ネット局
※途中で打ち切られた局や、しばらくの間放送する他系列ネットの局がある。
系列は放送当時のもの。
| 放送対象地域   | 放送局             | 系列                          | 備考                                |
| -------------- | ------------------ | ----------------------------- | ----------------------------------- |
| 近畿広域圏     | 朝日放送           | テレビ朝日系列                | 制作局                              |
| 関東広域圏     | テレビ朝日         | テレビ朝日系列                |                                     |
| 北海道         | 北海道テレビ       | テレビ朝日系列                |                                     |
| 青森県         | 青森放送           | 日本テレビ系列 テレビ朝日系列 |                                     |
| 岩手県         | テレビ岩手         | 日本テレビ系列                |                                     |
| 宮城県         | 東日本放送         | テレビ朝日系列                |                                     |
| 秋田県         | 秋田テレビ         | フジテレビ系列 テレビ朝日系列 |                                     |
| 山形県         | 山形放送           | 日本テレビ系列 テレビ朝日系列 |                                     |
| 福島県         | 福島放送           | テレビ朝日系列                |                                     |
| 新潟県         | 新潟総合テレビ     | フジテレビ系列 テレビ朝日系列 | 現・NST新潟総合テレビ 1983年9月まで |
| 新潟県         | 新潟テレビ21       | テレビ朝日系列                | 1983年10月開局から                  |
| 長野県         | テレビ信州         | テレビ朝日系列 日本テレビ系列 |                                     |
| 山梨県         | テレビ山梨         | TBS系列                       |                                     |
| 富山県         | 富山テレビ         | フジテレビ系列                |                                     |
| 石川県         | 北陸放送           | TBS系列                       |                                     |
| 福井県         | 福井テレビ         | フジテレビ系列                |                                     |
| 静岡県         | 静岡けんみんテレビ | テレビ朝日系列                | 現・静岡朝日テレビ                  |
| 中京広域圏     | 名古屋テレビ       | テレビ朝日系列                |                                     |
| 鳥取県・島根県 | 山陰放送           | TBS系列                       |                                     |
| 広島県         | 広島ホームテレビ   | テレビ朝日系列                |                                     |
| 山口県         | 山口放送           | 日本テレビ系列 テレビ朝日系列 |                                     |
| 徳島県         | 四国放送           | 日本テレビ系列                |                                     |
| 香川県・岡山県 | 瀬戸内海放送       | テレビ朝日系列                |                                     |
| 愛媛県         | 南海放送           | 日本テレビ系列                |                                     |
| 高知県         | テレビ高知         | TBS系列                       |                                     |
| 福岡県         | 九州朝日放送       | テレビ朝日系列                |                                     |
| 長崎県         | 長崎放送           | TBS系列                       |                                     |
| 熊本県         | テレビ熊本         | フジテレビ系列 テレビ朝日系列 |                                     |
| 大分県         | 大分放送           | TBS系列                       |                                     |
| 宮崎県         | 宮崎放送           | TBS系列                       |                                     |
| 鹿児島県       | 鹿児島放送         | テレビ朝日系列                |                                     |

## 前後番組
| テレビ朝日系 金曜22時台（当時はABCの制作枠）   | テレビ朝日系 金曜22時台（当時はABCの制作枠） | テレビ朝日系 金曜22時台（当時はABCの制作枠）    |
| 前番組                                         | 番組名                                       | 次番組                                          |
| ---------------------------------------------- | -------------------------------------------- | ----------------------------------------------- |
| 必殺仕事人III （1982年10月8日 - 1983年7月1日） | 必殺渡し人 （1983年7月8日 - 1983年10月14日） | 必殺仕事人IV （1983年10月21日 - 1984年8月24日） |